# Liebe? Nein, doch nicht!
Liebe? Nein, doch nicht! ist die erste Episode der Fernsehserie Friends. Sie wurde am 22. September 1994 zum ersten Mal in den USA ausgestrahlt.

## Handlung
Im Central Perk Coffee Shop wird Monica Geller von ihren Freunden Phoebe Buffay, Chandler Bing und Joey Tribbiani gehänselt, weil sie mit jemandem ausgeht und behauptet, es sei kein Date. Ross Geller, Monicas älterer Bruder, kommt in das Café und ist verärgert darüber, dass seine lesbische Ex-Frau aus der gemeinsamen Wohnung ausgezogen ist, um eine neue Beziehung mit ihrer Partnerin zu beginnen. Plötzlich taucht eine junge Frau in einem nassen Hochzeitskleid auf, die Monica als ihre beste Freundin aus der High School, Rachel Greene, wiedererkennt. Monica stellt sie den anderen vor, während Rachel offenbart, dass sie ihren Verlobten vor dem Altar verlassen hat, als sie erkannte, dass sie ihn nicht liebt. Nachdem Rachels Vater sie am Telefon finanziell abserviert hat, nimmt Monica Rachel widerwillig als neue Mitbewohnerin auf.
Währenddessen trösten Joey und Chandler Ross, während sie ihm helfen, neue Möbel zusammenzubauen.
Monica geht zu ihrem ersten Date mit Paul, dem „Weintyp“, der ihr anvertraut, dass er nicht mehr in der Lage ist, sexuell aktiv zu sein, seit seine Frau ihn verlassen hat. Monica ist gerührt von seinem Eingeständnis, und sie schlafen miteinander. Am nächsten Tag erfährt sie jedoch von einer Kollegin, dass Pauls Geschichte über seine Ex-Frau nur ein Trick ist, um Frauen aufzureißen. Nachdem ihre Versuche, einen Job zu finden, gescheitert sind, kauft Rachel schließlich mit einer ihrer Kreditkarten ein neues Paar Stiefel, die, wie sie zugibt, von ihrem Vater bezahlt werden. Von der Gruppe angestachelt, zerschneidet Rachel widerwillig ihre Kreditkarten, um ihre Unabhängigkeit zu verkünden.
An diesem Abend unterhalten sich Ross und Rachel, und er gesteht ihr, dass er in der High School einmal in sie verknallt war; sie gibt zu, dass sie das wusste. Er fragt, ob er sie irgendwann einmal einladen kann, und sie sagt ja.

## Rezeption
Die Folge wurde ungefähr 22 Millionen Mal gesehen, landete auf Platz 15 der meistgesehen Serien der Woche und bekam ein Nielsen Ratings von 14,7/23.
Es wurde unter anderem die Ähnlichkeit zu Seinfeld kritisiert.

## Produktion
Die Folge wurde am 4. Mai in den Studios von Warner Bros. in Burbank, Kalifornien, aufgenommen. Insgesamt wurden acht Stunden Material gefilmt. Am 12. Mai führte NBC den fertigen Pilotfilm Fokusgruppen vor, die positive, aber gemischte Reaktionen zeigten. Am 13. Mai gab der Sender das Herbstprogramm bekannt und bestellte weitere 12 Episoden für die erste Staffel von Friends. Crane und Kauffman erhielten sofort Anrufe von Autorenagenten, die ihren Klienten Jobs in der Serie verschaffen wollten.